# Drepanophorus massiliensis
Drepanophorus massiliensis är en djurart som tillhör fylumet slemmaskar, och som beskrevs av Louis Joubin 1894. Drepanophorus massiliensis ingår i släktet Drepanophorus och familjen Drepanophoridae. Inga underarter finns listade i Catalogue of Life.